# Elecciones parlamentarias de Escocia de 2016
Las elecciones al Parlamento escocés de 2016 se celebraron el 5 de mayo de 2016 y son la quinto convocatoria electoral desde que entrara en funcionamiento el Parlamento escocés, tras la Ley de Escocia de 1999. Las elecciones coincidieron con las elecciones a la Asamblea Nacional de Gales y elecciones municipales en diversas villas y ciudades de Inglaterra.
El Partido Nacional Escocés fueron la agrupación más votada, con 63 escaños de los 129 del Parlamento.

## Resultados
| Partido | Partido                   | Voto en circunscripciones | %      | +/-   | Escaños | +/-  | Voto regional | %      | +/-    | Escaños | +/-  | Escaños totales | +/-  |
|         | Partido Nacional Escocés  | 1.059.897                 | 46,5   | + 1,1 | 59      | + 6  | 953.987       | 41,7   | - 2,3  | 4       | - 6  | 63              | - 6  |
|         | Partido Conservador       | 501.844                   | 22,0   | + 8,1 | 7       | + 4  | 524.222       | 22,9   | + 10,6 | 24      | + 12 | 31              | + 16 |
|         | Partido Laborista         | 514.261                   | 22,6   | - 9,2 | 3       | - 12 | 435.919       | 19,1   | - 7,2  | 21      | - 1  | 24              | - 13 |
|         | Partido Verde Escocés     | 13.172                    | + 0,6  | + 0,6 | 0       | 0    | 150.426       | 6,6    | + 2,2  | 6       | + 4  | 6               | + 4  |
|         | Partido Liberal-Demócrata | 178.238                   | 7,8    | - 0,1 | 4       | + 2  | 119.284       | 5,2    | 0      | 1       | - 2  | 5               | 0    |
|         | UKIP                      | -                         | -      | -     | -       | -    | 46.426        | 2,0    | + 1,1  | 0       | 0    | 0               | 0    |
|         | Solidaridad               | -                         | -      | -     | -       | -    | 14.333        | 0,6    | + 0,5  | 0       | 0    | 0               | 0    |
|         | Partido Cristiano escocés | 1.162                     | 0,1    | 0,0   | 0       | 0    | 11.686        | 0,5    | - 0,3  | 0       | 0    | 0               | 0    |
|         | RISE                      | -                         | -      | -     | -       | -    | 10.911        | 0,5    | + 0,5  | 0       | 0    | 0               | 0    |
|         | Independiente             | 6.011                     | 0,3    | - 0,3 | 0       | 0    | 4.420         | 0,2    | - 0,9  | 1       | - 1  | 0               | - 1  |
|         | Otros                     | 10.240                    | 0.3    |       | 0       | 0    | 3.749         | 0.2    |        |         | 0    | 0               | 0    |
| Total   | Total                     | 2.279.153                 | 100,00 |       | 73      |      | 2.285.752     | 100,00 |        | 56      |      | 129             |      |